# Ochodaeus cornutus
Ochodaeus cornutus är en skalbaggsart som beskrevs av Ohaus 1910. Ochodaeus cornutus ingår i släktet Ochodaeus och familjen Ochodaeidae. Inga underarter finns listade i Catalogue of Life.